# Harmaczi József
Harmaczi József névvariáns: Harmaczy József (1932. – 2002. szeptember 26.) magyar színész.

## Életpályája
Színi tanulmányait az Orosz György rendező által vezetett Miskolci Nemzeti Színház stúdiójában folytatta, 1957-ben végzett. 1955-től szerepelt a színház előadásain és a kecskeméti Katona József Színházban is. Énekművészként járt Lengyelországban, és fellépett magyarnóta-esteken is. 1960-tól az Állami Déryné Színház tagja volt. 1962-ben a Szegedi Nemzeti Színházhoz szerződött. 1965-től Budapesten az Irodalmi Színpadon szerepelt. Vendégként fellépett a szolnoki Szigligeti Színházban. 1968-tól ismét Miskolcon játszott. 1971-től 1974-ig újra az Állami Déryné Színház társulatához tartozott. Dramatizálással, írással és rendezéssel is foglalkozott. 
2002. szeptember 26-án 70 évesen hunyt el. A sajóecsegi temetőben helyezték végső nyugalomra.

## Színházi szerepeiből
- Molière: A fösvény... Zabszár

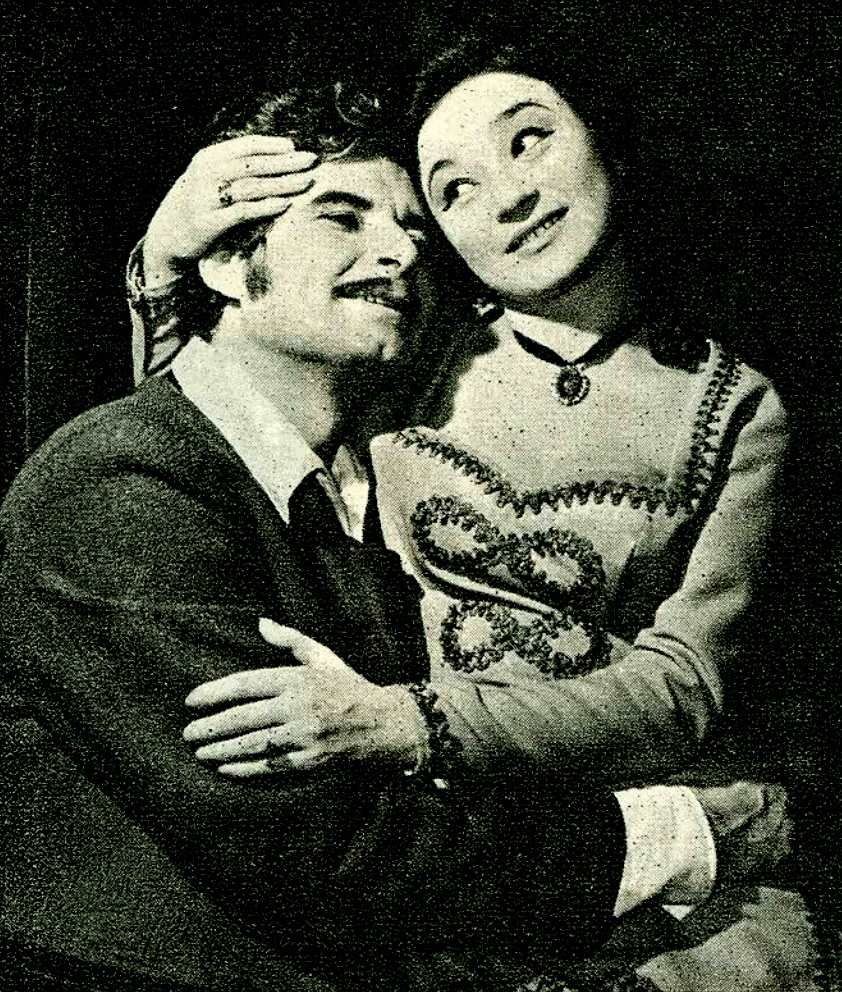
Harmaczi József és Kondra Irén, Balázs és Polika szerepében Móricz Zsigmond: Nem élhetek muzsikaszó nélkül című előadásban (Állami Dériné Színház)

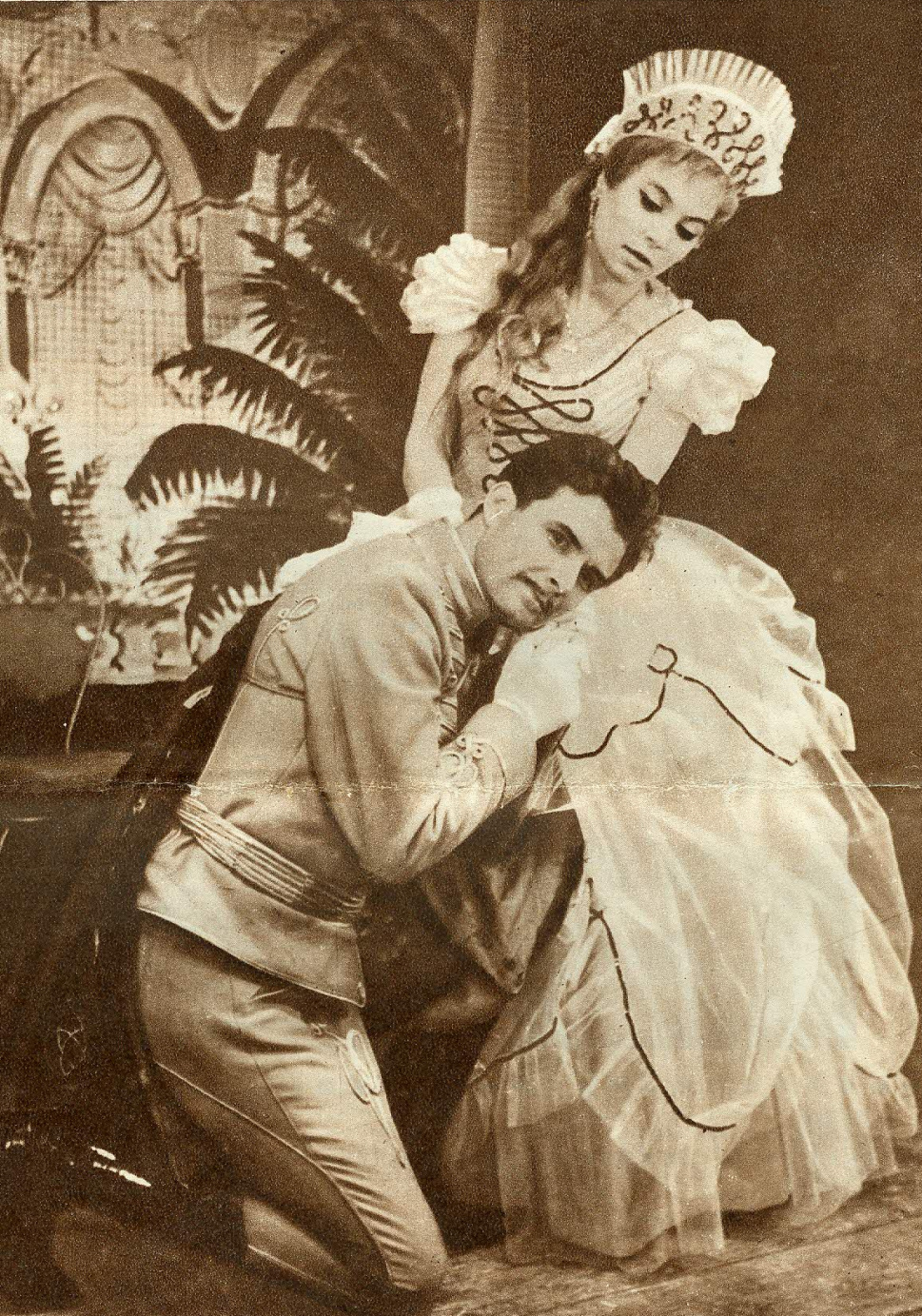
Cseh Viktória és Harmaczi József az Állami Déryné Színház Mária főhadnagy című kiadványának címlapján

- Johann Wolfgang von Goethe: Egmont... Silva
- Edmond Rostand: Cyrano de Bergerac... Második marquis; Poéta 2
- Gian Paolo Callegari: Megperzselt lányok... Detektív
- Ion Luca Caragiale: Elveszett levél... Popescu tanító
- Karel Čapek – Aldobolyi Nagy György: A rabló... Káplár
- Pierre Barillet – Jean-Pierre Grédy: A kaktusz virága... Igor
- Marcel Achard: Az ostoba lány... Elie Cardinal
- Iszaak Oszipovics Dunajevszkij: Filmcsillag... Viktor
- Jurij Miljutyin: Juanita csókja... Pablo; 2. rendőr
- V. Clement: Vigyázat, szélhámos... Peter
- Szamuil Jakovlevics Marsak: Bűvös szelence... Kengyelfutó
- Jókai Mór: És mégis mozog a föld... Bányaváry
- Jókai Mór: A kőszívű ember fiai... Istók
- Molnár Ferenc: Olympia... Kovács, huszárkapitány
- Molnár Ferenc: Liliom... II. detektív
- Móricz Zsigmond: Nem élhetek muzsikaszó nélkül... Balázs
- Heltai Jenő: A néma levente... Agárdi Péter
- Csizmarek Mátyás: Érdekházasság... Feri
- Kertész Imre: Csacsifogat... Zoltán
- Gáspár Margit: Kilépek a történelemből... Tádé
- Kemény Egon: Valahol délen... Péteri György
- Fényes Szabolcs: Rigó Jancsi... I. Albert király
- Fényes Szabolcs: Maya... Charlie
- Behár György: Éjféli randevú... Titkár
- Kacsóh Pongrác: János vitéz... Bagó
- Huszka Jenő: Mária főhadnagy... Jancsó Bálint
- Kálmán Imre: Csárdáskirálynő... Edvin; Karmester
- Kálmán Imre: A bajadér... Bárigazgató
- Ábrahám Pál: Bál a Savoyban... Henry de Faublas Marquis
- Ábrahám Pál: Hawaii rózsája... Stone, tengerészkapitány
- Dobos Attila: Isten véled, édes Piroskám!... Sárosi András, zeneszerző
- Farkas Ferenc: Zeng az erdő... Gergő
- Sármándi Pál: Peti meg a róka... János vitéz, a Mesemúzeum lakója
- Mezei András: Messziről érkezett virág... Fogoly
- Györe Imre: Mese a vándorlegényről... Első legény

## Rendezéseiből
- Petőfi Sándor – Harmaczi József: Az apostol (Állami Déryné Színház)[5]
- Híres mester csodaháza (Pest-Buda Gyermekszínpad)[6]
- Harmaczi József: Az aranyhajú lány (Pest-Buda Gyermekszínpad)[7]

## Filmes és televíziós szerepei
- Különös tárgyalás (1961)
- Rózsa Sándor (sorozat, 1971)
- Sztrogoff Mihály (sorozat, 1977)
- A csillagszemű (1977)